# Vuelo 4281 de CommutAir
El viernes 3 de enero de 1992, el vuelo 4281 de CommutAir se estrelló mientras realizaba una aproximación ILS a la pista 23 del Aeropuerto Regional Adirondack. El vuelo 4821 se estrelló en una colina arbolada cerca de Gabriels, Nueva York (Estados Unidos). Hubo dos muertos en el accidente y dos supervivientes.

## Accidente
El vuelo 4821 fue un vuelo de USAir Express operado a primera hora de la mañana de Plattsburgh, Nueva York, a Newark, Nueva Jersey, con escalas intermedias en el Lago Saranac y Albany, Nueva York. La tripulación del vuelo 4281 fueron el capitán Kevin St. Germain, 30 años, y el primer oficial Dean Montana, 23 años. Había dos pasajeros a bordo, uno de ellos un empleado de CommutAir.
Durante el descenso al Lago Saranc, la tripulación descendió por debajo de la senda de descenso y se estrelló en una colina a las 5:45am. El primer oficial Montana y el empleado de la compañía que viajaba como pasajero perecieron. El Capitán St. Germain y el otro pasajero sobrevivieron al accidente.

## Investigación
La NTSB culpabilizó a los pilotos del accidente. El capitán St. Germain falló en estabilizar la aproximación, comprobar los instrumentos, y descender por debajo de la altitud mínima de decisión. El primer oficial Montana falló en monitorizar la aproximación. Los factores contribuyentes al accidente fueron la meteorología y una posible interferencia estática de precipitación, que podría haber dado falsos datos de la senda de descenso.